# A BFC Siófok 2010–2011-es szezonja
A BFC Siófok 2010–2011-es szezonja szócikk a BFC Siófok első számú férfi labdarúgócsapatának egy idényéről szól. A csapat most került fel az NB II-ből. Összességében a 18. idénye a csapatnak a magyar első osztályban. A klub fennállásának ekkor volt a 89. évfordulója.

## Mérkőzések
| Színmagyarázat | Színmagyarázat |
| -------------- | -------------- |
|                | Győzelem.      |
|                | Döntetlen.     |
|                | Vereség.       |

### Monicomp Liga 2010–11

#### Őszi fordulók
| 1. forduló 2010. augusztus 1. 17:30 |

| BFC Siófok                                             | 1 – 1               | Videoton                           |
| ------------------------------------------------------ | ------------------- | ---------------------------------- |
| Sowunmi 33' 52' Piller 38' Mogyorósi 76' Ludánszki 88' | (1 – 0) Jegyzőkönyv | Vujović 62' Horváth 36' Farkas 85' |

| Révész Géza utcai stadion, Siófok Nézőszám: 4 200 Játékvezető: Németh Ádám (magyar) Asszisztensek: Kepe Arnold Farkas Balázs |

| 2. forduló 2010. augusztus 8. 20:00 |

| Győri ETO                                                  | 1 – 0               | BFC Siófok               |
| ---------------------------------------------------------- | ------------------- | ------------------------ |
| Alekszidze 68' Sharashenidze 55' Stevanović 76' Tokody 89' | (0 – 0) Jegyzőkönyv | Mogyorósi 67′ Piller 76′ |

| ETO Park, Győr Nézőszám: 3 000 Játékvezető: Oláh Gábor (magyar) |

| 3. forduló 2010. augusztus 14. 20:00 |

| BFC Siófok                                          | 1 – 1               | Újpest                        |
| --------------------------------------------------- | ------------------- | ----------------------------- |
| Graszl 52' (11-esből) 90' Ludánszki 38' Délczeg 76' | (0 – 0) Jegyzőkönyv | Tajthy 86' Sitku 53' Kiss 86' |

| Révész Géza utcai stadion, Siófok Nézőszám: 4 000 Játékvezető: Fábián Mihály (magyar) |

| 4. forduló 2010. augusztus 21. 19:00 |

| BFC Siófok | 0 – 0               | Kaposvári Rákóczi                             |
| ---------- | ------------------- | --------------------------------------------- |
|            | (0 – 0) Jegyzőkönyv | Szepessy 19' Okuka 26' Oláh 88' Hegedűs 90+1' |

| Révész Géza utcai stadion, Siófok Nézőszám: 2 500 Játékvezető: Bognár Tamás (magyar) |

| 5. forduló 2010. augusztus 27. 17:00 |

| Vasas                                         | 3 – 0               | BFC Siófok |
| --------------------------------------------- | ------------------- | ---------- |
| Ferenczi 54' 68' 65' Katona 88' Mileusnić 39' | (0 – 0) Jegyzőkönyv |            |

| Illovszky Rudolf Stadion, Budapest Nézőszám: 1 500 Játékvezető: Farkas Ádám (magyar) |

| 6. forduló 2010. szeptember 11. 18:00 |

| BFC Siófok | 0 – 0               | MTK Budapest |
| ---------- | ------------------- | ------------ |
| Graszl 62' | (0 – 0) Jegyzőkönyv | Szabó 73'    |

| Révész Géza utcai stadion, Siófok Nézőszám: 500 Játékvezető: Szabó Zsolt (magyar) |

| 7. forduló 2010. szeptember 18. 17:30 |

| Ferencváros                        | 1 – 2               | BFC Siófok                            |
| ---------------------------------- | ------------------- | ------------------------------------- |
| Schembri 71' Rósa 81' Júnior 90+2' | (0 – 1) Jegyzőkönyv | Honma 41' Sowunmi 69' 19' Kecskés 23' |

| Albert Flórián Stadion, Budapest Nézőszám: 3 000 Játékvezető: Németh Ádám (magyar) |

| 8. forduló 2010. szeptember 25. 15:00 |

| BFC Siófok                                                        | 4 – 1               | Debreceni VSC                                         |
| ----------------------------------------------------------------- | ------------------- | ----------------------------------------------------- |
| Tusori 11' 44' Sowunmi 19' 28' 63' Lukács 56' Fehér 65' Honma 65' | (4 – 0) Jegyzőkönyv | Szakály 50' (11-esből) Varga 37' Laczkó 42' Ramos 85' |

| Révész Géza utcai stadion, Siófok Nézőszám: 1 200 Játékvezető: Iványi Zoltán (magyar) |

| 9. forduló 2010. október 2. 13:00 |

| Szolnoki MÁV         | 0 – 4               | BFC Siófok                                         |
| -------------------- | ------------------- | -------------------------------------------------- |
| Vörös 41' Remili 89' | (0 – 2) Jegyzőkönyv | Honma 5' Lukács 8' Novák 59' Graszl 74' (11-esből) |

| Tiszaligeti stadion, Szolnok Nézőszám: 1 500 Játékvezető: Andó-Szabó Sándor (magyar) |

| 10. forduló 2010. október 16. 17:00 |

| BFC Siófok                       | 0 – 4               | Zalaegerszegi TE                                                                  |
| -------------------------------- | ------------------- | --------------------------------------------------------------------------------- |
| Graszl 42' Kecskés 52' Novák 80' | (0 – 1) Jegyzőkönyv | Balázs 29' Simon 67' Mogyorósi 72' (öngól) Kamber 78' Panikvar 53' Miljatovič 57' |

| Révész Géza utcai stadion, Siófok Nézőszám: 1 500 Játékvezető: Vad II. István (magyar) |

| 11. forduló 2010. október 23. 16:00 |

| Haladás                                                    | 4 – 0               | BFC Siófok                                  |
| ---------------------------------------------------------- | ------------------- | ------------------------------------------- |
| Kenesei 35' (11-esből) Tóth 74' 86' Nagy 79' 90' Sipos 44' | (1 – 0) Jegyzőkönyv | Fehér 34' Kecskés 65′ Tusori 73' Kocsis 83' |

| Rohonci úti stadion, Szombathely Nézőszám: 4 000 Játékvezető: Solymosi Péter (magyar) |

| 12. forduló 2010. október 30. 17:00 |

| BFC Siófok | 0 – 1               | Lombard Pápa       |
| ---------- | ------------------- | ------------------ |
| Graszl 29' | (0 – 0) Jegyzőkönyv | Marić 53' Tóth 89' |

| Révész Géza utcai stadion, Siófok Nézőszám: 1 000 Játékvezető: Veizer Roland (magyar) |

| 13. forduló 2010. november 6. 16:00 |

| Paksi FC | 0 – 0               | BFC Siófok    |
| -------- | ------------------- | ------------- |
| Kiss 53' | (0 – 0) Jegyzőkönyv | Mogyorósi 81' |

| Fehérvári úti stadion, Paks Nézőszám: 2 000 Játékvezető: Fábián Mihály (magyar) |

| 14. forduló 2010. november 13. 15:00 |

| BFC Siófok       | 1 – 2               | Kecskeméti TE             |
| ---------------- | ------------------- | ------------------------- |
| Mohl 39' (öngól) | (1 – 1) Jegyzőkönyv | Kéthévoama 43' Tököli 76' |

| Révész Géza utcai stadion, Siófok Nézőszám: 1 000 Játékvezető: Kassai Viktor (magyar) |

| 15. forduló 2010. november 19. 19:00 |

| Budapest Honvéd       | 0 – 1               | BFC Siófok                                      |
| --------------------- | ------------------- | ----------------------------------------------- |
| Akassou 71' Hajdú 76' | (0 – 1) Jegyzőkönyv | Délczeg 40' Mogyorósi 47' Márton 68' Graszl 72' |

| Bozsik József Stadion, Budapest Nézőszám: 1 500 Játékvezető: Andó-Szabó Sándor (magyar) |

| 16. forduló 2010. november 27. 15:00 |

| Videoton                | 2 – 0               | BFC Siófok |
| ----------------------- | ------------------- | ---------- |
| Sándor 59' Nikolics 62' | (0 – 0) Jegyzőkönyv | Novák 29'  |

| Sóstói Stadion, Székesfehérvár Nézőszám: 2 300 Játékvezető: Farkas Ádám (magyar) Asszisztensek: Kelemen Attila Márkus Tamás |

#### Tavaszi fordulók
| 17. forduló 2011. február 25. 17:00 |

| BFC Siófok   | 0 – 1               | Győri ETO          |
| ------------ | ------------------- | ------------------ |
| Graszl 90+1' | (0 – 1) Jegyzőkönyv | Alekszidze 20' 73' |

| Révész Géza utcai stadion, Siófok Nézőszám: 500 Játékvezető: Veizer Roland (magyar) |

| 18. forduló 2011. március 4. 19:00 |

| Újpest                   | 1 – 1               | BFC Siófok             |
| ------------------------ | ------------------- | ---------------------- |
| Lázár 55' 47' Takács 41' | (0 – 0) Jegyzőkönyv | Novák 70' Lukács 90+1' |

| Szusza Ferenc Stadion, Budapest Nézőszám: 3 056 Játékvezető: Solymosi Péter (magyar) |

| 19. forduló 2011. március 12. 16:00 |

| Kaposvári Rákóczi                                      | 3 – 0               | BFC Siófok             |
| ------------------------------------------------------ | ------------------- | ---------------------- |
| Perić 23' Oláh 35' (11-esből) 37' Balázs 85' Gujić 63' | (2 – 0) Jegyzőkönyv | Katona 37′ Kecskés 56' |

| Rákóczi Stadion, Kaposvár Nézőszám: 3 000 Játékvezető: Németh Ádám (magyar) |

| 20. forduló 2011. március 19. 15:00 |

| BFC Siófok    | 0 – 0               | Vasas                           |
| ------------- | ------------------- | ------------------------------- |
| Mogyorósi 73' | (0 – 0) Jegyzőkönyv | Katona 40' Arsić 70' Farkas 85' |

| Révész Géza utcai stadion, Siófok Nézőszám: 600 Játékvezető: Szabó Zsolt (magyar) |

| 21. forduló 2011. április 2. 17:00 |

| MTK Budapest                     | 1 – 2               | BFC Siófok                |
| -------------------------------- | ------------------- | ------------------------- |
| Sütő 57' Vadnai 19' Tischler 52' | (0 – 1) Jegyzőkönyv | Délczeg 39' 78' Fehér 56' |

| Hidegkuti Nándor Stadion, Budapest Nézőszám: 750 Játékvezető: Fábián Mihály (magyar) |

| 22. forduló 2011. április 9. 15:00 |

| BFC Siófok                         | 1 – 1               | Ferencváros                         |
| ---------------------------------- | ------------------- | ----------------------------------- |
| Délczeg 19' Kecskés 29' Lukács 84' | (1 – 0) Jegyzőkönyv | Schembri 64' 13' Tóth 32' Heinz 48' |

| Révész Géza utcai stadion, Siófok Nézőszám: 4 000 Játékvezető: Szabó Zsolt (magyar) |

| 23. forduló 2011. április 16. 15:00 |

| Debreceni VSC                                                 | 2 – 3               | BFC Siófok                                                |
| ------------------------------------------------------------- | ------------------- | --------------------------------------------------------- |
| Coulibaly 55' Bódi 59' Mardare 16' Varga 30' Mijadinoszki 45′ | (0 – 2) Jegyzőkönyv | Délczeg 14' 8' Honma 45' Tusori 52' Graszl 58' Lukács 80' |

| Oláh Gábor utcai stadion, Debrecen Nézőszám: 3 000 Játékvezető: Iványi Zoltán (magyar) |

| 24. forduló 2011. április 23. 17:00 |

| BFC Siófok                | 1 – 1               | Szolnoki MÁV |
| ------------------------- | ------------------- | ------------ |
| Délczeg 74' Mogyorósi 20' | (0 – 1) Jegyzőkönyv | Miličić 35'  |

| Révész Géza utcai stadion, Siófok Nézőszám: 1 000 Játékvezető: Solymosi Péter (magyar) |

| 25. forduló 2011. április 27. 18:00 |

| Zalaegerszegi TE                                            | 2 – 1               | BFC Siófok                                                          |
| ----------------------------------------------------------- | ------------------- | ------------------------------------------------------------------- |
| Turkovs 15' Simon 54' (11-esből) Kocsárdi 12' Bogunović 64′ | (1 – 0) Jegyzőkönyv | Csordás 64' (11-esből) Isaac 25' Ludánszki 53' Tusori 72' Novák 77' |

| ZTE Aréna, Zalaegerszeg Nézőszám: 2 038 Játékvezető: Andó-Szabó Sándor (magyar) |

| 26. forduló 2011. április 30. 18:00 |

| BFC Siófok            | 0 – 0               | Haladás                             |
| --------------------- | ------------------- | ----------------------------------- |
| Graszl 37' Lukács 86' | (0 – 0) Jegyzőkönyv | Iszlai 7' Simon 61' Korolovszky 77' |

| Révész Géza utcai stadion, Siófok Nézőszám: 850 Játékvezető: Németh Ádám (magyar) |

| 27. forduló 2011. május 7. 19:00 |

| Lombard Pápa            | 0 – 1               | BFC Siófok                                 |
| ----------------------- | ------------------- | ------------------------------------------ |
| Žuļevs 43' Dlusztus 53′ | (0 – 0) Jegyzőkönyv | Csermelyi 80' 88' Mogyorósi 44' Graszl 75′ |

| Perutz Stadion, Pápa Nézőszám: 1 500 Játékvezető: Iványi Zoltán (magyar) |

| 28. forduló 2011. május 10. 17:30 |

| BFC Siófok                                                        | 1 – 3               | Paksi FC                                |
| ----------------------------------------------------------------- | ------------------- | --------------------------------------- |
| Honma 15' Tusori 37' Katona 64' Fehér 75' Mogyorósi 86' Isaac 90' | (1 – 2) Jegyzőkönyv | Sifter 20' Böde 33' Éger 81' (11-esből) |

| Révész Géza utcai stadion, Siófok Nézőszám: 500 Játékvezető: Alvaro Garcia Miquel (chilei) |

| 29. forduló 2011. május 14. 19:00 |

| Kecskeméti TE                              | 2 – 3               | BFC Siófok        |
| ------------------------------------------ | ------------------- | ----------------- |
| Bori 17' (11-esből) Bertus 53' Patvaros 9' | (1 – 2) Jegyzőkönyv | Honma 10' 38' 58' |

| Széktói Stadion, Kecskemét Nézőszám: 2 500 Játékvezető: Solymosi Péter (magyar) |

| 30. forduló 2011. május 22. 15:00 |

| BFC Siófok                                                          | 1 – 3               | Budapest Honvéd                                               |
| ------------------------------------------------------------------- | ------------------- | ------------------------------------------------------------- |
| Honma 40' Mogyorósi 18' Novák 24' Márton 46' Melczer 67' Tusori 87' | (1 – 1) Jegyzőkönyv | Danilo 6' Délczeg 51' (öngól) Czár 90' Zelenka 25' Vernes 48' |

| Révész Géza utcai stadion, Siófok Nézőszám: 1 000 Játékvezető: Kulcsár Katalin (magyar) |

#### Végeredmény
| #   | Csapat              | M  | GY | D  | V  | G+ – G– | GK  | P                                                      | Megjegyzések                                   |
| --- | ------------------- | -- | -- | -- | -- | ------- | --- | ------------------------------------------------------ | ---------------------------------------------- |
| 1.  | Videoton (B)        | 30 | 18 | 7  | 5  | 59–29   | +30 | 61                                                     | 2011–2012-es Bajnokok Ligája – 2. selejtezőkör |
| 2.  | Paksi FC            | 30 | 17 | 5  | 8  | 54–38   | +16 | 56                                                     | 2011–2012-es Európa-liga – 1. selejtezőkör     |
| 3.  | Ferencváros         | 30 | 15 | 5  | 10 | 50–43   | +7  | 50                                                     | 2011–2012-es Európa-liga – 1. selejtezőkör     |
| 4.  | Zalaegerszegi TE    | 30 | 14 | 6  | 10 | 51–47   | +4  | 48 \|rowspan="8" style="background-color: #fafafa;" \| |                                                |
| 5.  | Debreceni VSCCV, K  | 30 | 12 | 10 | 8  | 53–43   | +10 | 46                                                     |                                                |
| 6.  | Újpest              | 30 | 13 | 6  | 11 | 50–38   | +12 | 45                                                     |                                                |
| 7.  | Kaposvári Rákóczi   | 30 | 13 | 4  | 13 | 41–42   | −1  | 43                                                     |                                                |
| 8.  | Haladás             | 30 | 11 | 8  | 11 | 42–36   | +6  | 41                                                     |                                                |
| 9.  | Győri ETO           | 30 | 10 | 11 | 9  | 40–35   | +5  | 41                                                     |                                                |
| 10. | Budapest Honvéd     | 30 | 11 | 7  | 12 | 36–39   | −3  | 40                                                     |                                                |
| 11. | Vasas SC            | 30 | 11 | 7  | 12 | 34–46   | −12 | 40                                                     |                                                |
| 12. | Kecskeméti TE (KGY) | 30 | 11 | 3  | 16 | 51–56   | −5  | 36                                                     | 2011–2012-es Európa-liga – 2. selejtezőkör1    |
| 13. | Lombard Pápa        | 30 | 10 | 5  | 15 | 39–52   | −13 | 35 \|rowspan="2" style="background-color: #fafafa;" \| |                                                |
| 14. | BFC SiófokÚ         | 30 | 8  | 10 | 12 | 29–41   | −12 | 34                                                     |                                                |
| 15. | MTK Budapest (K)    | 30 | 8  | 6  | 16 | 35–49   | −14 | 30                                                     | NB II                                          |
| 16. | Szolnoki MÁVÚ (K)   | 30 | 5  | 6  | 19 | 26–56   | −30 | 21                                                     | NB II                                          |

Utolsó frissítés: 2011. május 22. 
Forrás: MLSZ adatbank 
A rangsorolás alapszabályai: 1. összpontszám, 2. győzelmek száma, 3. gólkülönbség, 4. szerzett gólok száma, 5. egymás elleni eredmények összpontszáma,  6. egymás elleni eredmények gólkülönbsége, 7. egymás elleni eredmények szerzett góljainak száma, 8. egymás elleni eredmények idegenben szerzett góljainak száma.
1 A Kecskeméti TE a 2011–2012-es Európa-liga 2. selejtezőkörében indulhat, kupagyőztesként.
(B): Bajnokcsapat, (K): Kieső csapat, (F): Feljutó csapat, (I): Kupainduló, (R): A rájátszás győztese, (KGY): Kupagyőztes

#### Eredmények összesítése
Az alábbi táblázatban összesítve szerepelnek a BFC Siófok 2010/11-es bajnokságban elért eredményei.
| Ősz/tavasz (forduló)    | Otthon | Otthon | Otthon | Otthon | Otthon | Otthon | Otthon | Idegenben | Idegenben | Idegenben | Idegenben | Idegenben | Idegenben | Idegenben |
| Ősz/tavasz (forduló)    | M      | GY     | D      | V      | LG–KG  | GK     | P      | M         | GY        | D         | V         | LG–KG     | GK        | P         |
| ----------------------- | ------ | ------ | ------ | ------ | ------ | ------ | ------ | --------- | --------- | --------- | --------- | --------- | --------- | --------- |
| Őszi szezon (1–16.)     | 8      | 1      | 4      | 3      | 7–10   | –3     | 7      | 8         | 3         | 1         | 4         | 7–11      | –4        | 10        |
| Tavaszi szezon (17–30.) | 7      | 0      | 4      | 3      | 4–9    | –5     | 4      | 7         | 4         | 1         | 2         | 11–11     | 0         | 13        |
| Összesen (1–30.)        | 15     | 1      | 8      | 6      | 11–19  | –8     | 11     | 15        | 7         | 2         | 6         | 18–22     | –4        | 23        |

#### Helyezések fordulónként
| Forduló  | 1 | 2  | 3  | 4  | 5  | 6  | 7  | 8  | 9  | 10 | 11 | 12 | 13 | 14 | 15 | 16 | 17 | 18 | 19 | 20 | 21 | 22 | 23 | 24 | 25 | 26 | 27 | 28 | 29 | 30 |
| -------- | - | -- | -- | -- | -- | -- | -- | -- | -- | -- | -- | -- | -- | -- | -- | -- | -- | -- | -- | -- | -- | -- | -- | -- | -- | -- | -- | -- | -- | -- |
| Helyszín | O | I  | O  | O  | I  | O  | I  | O  | I  | O  | I  | O  | I  | O  | I  | I  | O  | I  | I  | O  | I  | O  | I  | O  | I  | O  | I  | O  | I  | O  |
| Eredmény | D | V  | D  | D  | V  | D  | GY | GY | GY | V  | V  | V  | D  | V  | GY | V  | V  | D  | V  | D  | GY | D  | GY | D  | V  | D  | GY | V  | GY | V  |
| Helyezés | 7 | 12 | 12 | 14 | 15 | 15 | 13 | 13 | 10 | 12 | 12 | 13 | 13 | 14 | 13 | 14 | 15 | 15 | 15 | 15 | 15 | 15 | 14 | 14 | 14 | 14 | 14 | 14 | 14 | 14 |

Helyszín: O = Otthon; I = Idegenben. Eredmény: GY = Győzelem; D = Döntetlen; V = Vereség.

### Magyar kupa
| 3. forduló 2010. szeptember 22. 15:30 |

| Bonyhád VLC | 0 – 2               | BFC Siófok      |
| ----------- | ------------------- | --------------- |
|             | (0 – 0) Jegyzőkönyv | Riberio 64' 75' |

| Bonyhád Nézőszám: 250 Játékvezető: Farkas Tibor (magyar) |

| 4. forduló 2010. október 27. 14:30 |

| BKV Előre SC                                | 1 – 2               | BFC Siófok                                                                  |
| ------------------------------------------- | ------------------- | --------------------------------------------------------------------------- |
| Cseri 49' Mayer 17' Kóré 61' Miklósvári 84' | (0 – 0) Jegyzőkönyv | Ivancsics 63' Délczeg 65' Márton 23' Mogyorósi 37' Csermelyi 81' Piller 87' |

| Sport utcai stadion, Budapest Nézőszám: 250 Játékvezető: Radványi Ádám (magyar) |

| 5. forduló – 1. mérkőzés 2010. november 10. 18:00 |

| BFC Siófok                             | 3 – 1               | Ferencváros                                                   |
| -------------------------------------- | ------------------- | ------------------------------------------------------------- |
| László 7' Csermelyi 45' 68' Piller 90' | (2 – 0) Jegyzőkönyv | Andrézinho 90+1' Tóth 6' Heinz 42' Rodenbücher 78' Stanić 87' |

| Révész Géza utcai stadion, Siófok Nézőszám: 500 Játékvezető: Bognár Tamás (magyar) |

| 5. forduló – 2. mérkőzés 2011. március 1. 18:00 |

| Ferencváros                                                     | 2 – 1               | BFC Siófok                                                 |
| --------------------------------------------------------------- | ------------------- | ---------------------------------------------------------- |
| Tóth 55' Schembri 61' 65' Miljković 48' Tutorić 71' Morales 86' | (0 – 0) Jegyzőkönyv | Honma 51' Fehér 14' Mogyorósi 67' Lukács 70' Horváth 90+2' |

| Albert Flórián Stadion, Budapest Nézőszám: 2 000 Játékvezető: Alvaro Garcia Miquel (chilei) |

- A BFC Siófok 4–3-as összesítéssel jutott tovább.

| 6. forduló (Negyeddöntő) Első mérkőzés 2011. március 9. 17:00 |

| Kecskeméti TE                                                       | 5 – 1               | BFC Siófok                          |
| ------------------------------------------------------------------- | ------------------- | ----------------------------------- |
| Tököli 8' Vujović 10' 23' Savić 41' Fehér 49' (öngól) Radanović 62' | (4 – 0) Jegyzőkönyv | Márton 46' Katona 28' Ludánszki 69' |

| Széktói Stadion, Kecskemét Nézőszám: 1 500 Játékvezető: Veizer Roland (magyar) |

| 6. forduló (Negyeddöntő) Visszavágó 2011. március 15. 14:00 |

| BFC Siófok  | 1 – 1               | Kecskeméti TE                          |
| ----------- | ------------------- | -------------------------------------- |
| Melczer 15' | (1 – 1) Jegyzőkönyv | Dosso 12' Savić 8' Urbán 69' Ebala 90' |

| Révész Géza utcai stadion, Siófok Nézőszám: 300 Játékvezető: Kulcsár Katalin (magyar) |

### Ligakupa

#### Csoportkör (D csoport)
| 1. forduló 2010. július 29. 18:00 |

| Újpest                    | 2 – 3               | BFC Siófok                                            |
| ------------------------- | ------------------- | ----------------------------------------------------- |
| Tisza 16' 38' Horváth 50' | (2 – 1) Jegyzőkönyv | Roni 31' Lukács 49' Délczeg 69' Kocsis 59' Sallér 63' |

| Szusza Ferenc Stadion, Budapest Nézőszám: 500 Játékvezető: Szilasi Szabolcs (magyar) |

| 2. forduló 2010. november 3. 17:15 |

| BFC Siófok        | 1 – 1               | Kaposvári Rákóczi                                               |
| ----------------- | ------------------- | --------------------------------------------------------------- |
| Ivancsics 36' 19' | (1 – 0) Jegyzőkönyv | Pavlović 78' Szepessy 33' Kovács 55' Zahorecz 67' Kulcsár 91+1' |

| Révész Géza utcai stadion, Siófok Játékvezető: Oláh Gábor (magyar) |

| 3. forduló 2010. november 24. 18:00 |

| Kaposvári Rákóczi | 0 – 3               | BFC Siófok                                   |
| ----------------- | ------------------- | -------------------------------------------- |
| Pavićević 33'     | (0 – 1) Jegyzőkönyv | Ribeiro 12' Honma 65' Kecskés 67' Graszl 33' |

| Rákóczi Stadion, Kaposvár Játékvezető: Alvaro Garcia Miquel (chilei) |

| 4. forduló 2010. december 8. 13:00 |

| BFC Siófok         | 1 – 0               | Újpest                           |
| ------------------ | ------------------- | -------------------------------- |
| Tóth 72' Novák 77' | (0 – 0) Jegyzőkönyv | Pollák 24' Tajthy 60' Szalai 72' |

| Révész Géza utcai stadion, Siófok Játékvezető: Berke Balázs (magyar) |

#### A D csoport végeredménye
| Színmagyarázat | Színmagyarázat                                                 |
| -------------- | -------------------------------------------------------------- |
|                | A csoportelső bejutott a negyeddöntőbe.                        |
|                | A csoport többi helyezettje nem folytathatta a kupaszereplést. |

| Csapat            | M | Gy | D | V | G+ | G– | Gk | P  |
| ----------------- | - | -- | - | - | -- | -- | -- | -- |
| BFC Siófok        | 4 | 3  | 1 | 0 | 8  | 3  | +5 | 10 |
| Újpest            | 4 | 1  | 1 | 2 | 6  | 6  | 0  | 4  |
| Kaposvári Rákóczi | 4 | 0  | 2 | 2 | 3  | 8  | –5 | 2  |

#### Negyeddöntő
| Első mérkőzés 2011. február 19. 13:00 |

| Zalaegerszegi TE                       | 0 – 2               | BFC Siófok                                                    |
| -------------------------------------- | ------------------- | ------------------------------------------------------------- |
| Bogunović 45' Horváth 56' Kovács 90+1' | (0 – 1) Jegyzőkönyv | Turcsik 31' (öngól) Délczeg 58' 52' Mogyorósi 29' Melczer 84' |

| ZTE Aréna, Zalaegerszeg Játékvezető: Oláh Gábor (magyar) |

| Visszavágó 2011. február 22. 13:00 |

| BFC Siófok | 0 – 4               | Zalaegerszegi TE                                                     |
| ---------- | ------------------- | -------------------------------------------------------------------- |
| Fehér 30'  | (0 – 2) Jegyzőkönyv | Horváth 16' Cebara 32' Delić 83' Simon 88' Kocsárdi 52' Panikvar 80' |

| Révész Géza utcai stadion, Siófok Játékvezető: Gaál Gyöngyi (magyar) |

## Külső hivatkozások
- A csapat hivatalos honlapja
- A Magyar Labdarúgó Szövetség honlapja, adatbankja